# Diostrombus atricollis
Diostrombus atricollis är en insektsart som beskrevs av Van Stalle 1988. Diostrombus atricollis ingår i släktet Diostrombus och familjen Derbidae. Inga underarter finns listade i Catalogue of Life.